# Willie Blount
Willie Blount (18 de abril de 1768 – 10 de setembro de 1835) foi um político americano. Foi o 3º governador do estado de Tennessee, de 1809 a 1815. Os esforços bem sucedidos de Blount para levantar fundos e soldados durante a Guerra anglo-americana de 1812 conferiu ao Tennessee o apelido de "O Estado dos Voluntários". Ele era o irmão do governador do território do sudoeste, William Blount.

## Início de vida
Willie (pronuncia-se "Wiley") nasceu no Condado de Bertie na Carolina do Norte, filho de Jacob Blount e sua segunda esposa, Hannah Salter Blount. Estudou em Princeton e Columbia. Mais tarde foi admitido para a advocacia na Carolina do Norte.
Em 1790, o irmão de Willie, William, foi nomeado governador do recém-criado Southwest Territory Willie acompanhou-o para o novo território para servir como seu secretário particular. Quando Tennessee foi admitido como um estado em 1796, o legislativo estadual nomeou Willie Blount para a Corte Superior de direito equidade, ainda que ele recusasse a nomeação, declinou sem emitir qualquer opinião.

## Carreira
Em 1802, Blount mudou-se para o Condado de Montgomery, Tennessee, tendo sido um membro da Câmara dos Representantes do Tennessee de 1807 a 1809. Ele foi eleito governador em 1809, derrotando William Cocke por 3.000 votos. Blount foi reeleito em 1811 e 1813.
Durante seu governo, ele apoiou a Guerra anglo-americana de 1812 e forneceu fundos e soldados para a milícia de Tennessee, forças liderados por Andrew Jackson na Guerra Creek (guerra civil dentro da nação Creek (Muscogee)). Ele liderou os esforços para levantar mais de $37.000 e também 2.000 soldados voluntários  para a guerra de 1812, o que fez com que o Tennessee recebesse o apelido de "O Estado dos Voluntários".
Blount tentou um retorno político em 1827, disputando para governador novamente, mas foi derrotado por Sam Houston. Ele foi um delegado à Convenção constitucional do estado em 1834, que elaborou um novo documento para substituir o antigo quando o Estado foi admitido em 1796, sendo que este tem muitas semelhanças com a constituição de 1870 que ainda está em vigor. Uma das principais diferenças entre a constituição de 1834 e a anterior foi consideravelmente os maiores poderes concedidos ao poder executivo e ao governador em particular que o documento anterior.

## Vida familiar
Blount foi irmão de William Blount, representante da Carolina do Norte para o Congresso Continental e o governador do Southwest Territory sudoeste. Blount foi ascendente em linha direta de Harry Hill McAlister o 34º governador de Tennessee.

## Morte
Blount morreu em Nashville em 10 de setembro de 1835 e foi enterrado no cemitério de Greenwood em Clarksville.

## Legado
No estado americano de Alabama, o Condado de Blount foi assim nomeado em sua homenagem por sua ajuda durante a guerra do Creek (guerra civil dentro da nação Creek (Muscogee)).

## Fonte da tradução
- Este artigo foi inicialmente traduzido, total ou parcialmente, do artigo da Wikipédia em inglês cujo título é «Willie Blount».